# 圣纳泽尔勒代塞尔
圣纳泽尔勒代塞尔（法語：Saint-Nazaire-le-Désert，法語發音：[sɛ̃ nazɛʁ lə dezɛʁ]）是法国德龙省的一个市镇，属于迪镇区。

## 地理
圣纳泽尔勒代塞尔（44°34'12"N, 5°16'33"E）面积46.62 平方千米，位于法国奥弗涅-罗讷-阿尔卑斯大区德龙省，该省份为法国东南部内陆省份，北起顺时针与伊泽尔省、上阿尔卑斯省、上普罗旺斯阿尔卑斯省、沃克吕兹省和阿尔代什省接壤。
与圣纳泽尔勒代塞尔接壤的市镇（或旧市镇、城区）包括：布尔多、布维耶尔、布雷特、沙朗孔、居米亚讷、普拉代勒、罗什富尔沙、莱托尼勒、沃尔旺。

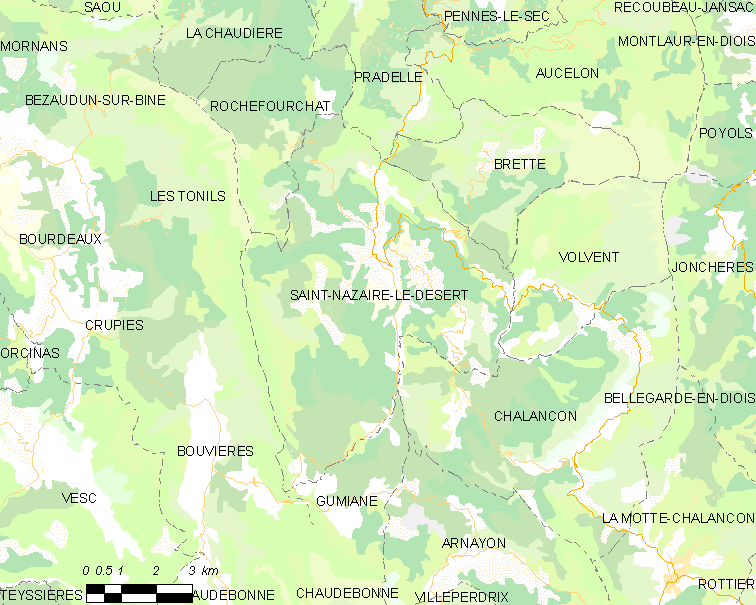
圣纳泽尔勒代塞尔的OSM定位图

圣纳泽尔勒代塞尔的时区为UTC+01:00、UTC+02:00（夏令时）。

## 行政
圣纳泽尔勒代塞尔的邮政编码为26340，INSEE市镇编码为26321。

## 政治
圣纳泽尔勒代塞尔所属的省级选区为迪瓦县。

## 人口

1962-2008年间圣纳泽尔勒代塞尔人口变化图示

圣纳泽尔勒代塞尔于2022年1月1日时的人口数量为205人。